# Synasellus dissimilis
Synasellus dissimilis là một loài chân đều trong họ Asellidae. Loài này được Afonso miêu tả khoa học năm 1987.